# جوان دونكان
جوان دونكان (بالإنجليزية: Joanne Duncan) هي منافسة ألعاب القوى بريطانية، ولدت في 27 ديسمبر 1966.

## وصلات خارجية
- جوان دونكان على موقع الاتحاد الدولي لألعاب القوى (الإنجليزية)
- جوان دونكان على موقع دورة ألعاب الكومنولث 2006 (مؤرشف) (الإنجليزية)